# Фермер у небі
«Фермер у небі» (англ. Farmer in the Sky) — науково-фантастичний роман Роберта Енсона Гайнлайна про підлітка, який разом із сім'єю емігрував на Ганімед, супутник Юпітера.
Вперше опублікований в журналі Boys' Life, у чотирьох номерах за серпень, вересень, жовтень, листопад 1950 року під назвою Satellite Scout («Зоряний скаут»). Входить до серії фантастичних романів для юнацтва, які в період 1947—1958 рр. видавалися видавництвом Charles Scribner's Sons кожного Різдва.

## Сюжет
Дія роману розгортається у далекому майбутньому, коли Земля перенаселена, але технічні можливості вже дозволяють виконувати тераформування тіл Сонячної системи (згадуються колонії землян на Марсі). Головний герой — підліток Вільям (Білл) Лермер, який мешкає після смерті матері з батьком — Джорджем. Джордж вирішує емігрувати на нову колонію Ганімеда, супутника Юпітера, для чого одружується з Моллі Кеньйон і удочеряє її дочку Пеггі.
Сім'я вирушає на Ганімед на космічному транспорті «Мейфлавер», причому політ тривав близько двох місяців. По дорозі Білл врятував корабель від вибухової декомпресії і вступив до скаутського загону.
Після прибуття на Ганімед нові колоністи пересвідчуються, що планета є безплідною кам'яною пустелею, на якій лише влаштували атмосферу, що дозволяла жити просто неба, а землю для ферми потрібно буквально створювати власними руками. Життя фермерів вкрай важке, до того ж, Пеггі ніяк не змогла пристосуватися до кисневої атмосфери низького тиску. Лермерам допомагають сусіди — німецька сім'я Шульців, яким належить яблуня — єдине дерево на Ганімеді, вирощене їхніми зусиллями.
Одного разу, парад всіх супутників Юпітера викликає руйнівний землетрус, який завдає шкоди більшості будівель. Пеггі серйозно поранена від вибухової декомпресії. Гірше того, обладнання, що підтримує «теплову пастку» атмосфери Ганімеда, виходить з ладу, і температура починає швидко падати. Джордж швидко усвідомлює небезпеку і доправляє сім'ю в безпечне місце у місті. Сім'ї, що згаяли час, гинуть від холоду у своїх будинках або по дорозі до міста. Сім'ї Шульців вдалось вижити вдома спалюючи в декоративному каміні свою яблуню.
Загалом третина колоністів гине, або від землетрусу, або від замерзання. Коли Джордж і Білл уже вирішили повертатися на Землю, Пеггі померла, і сім'я вирішує боротися за життя на новій батьківщині.
У фіналі роману Білл бере участь в експедиції з дослідження ще не освоєних областей і знаходить сліди відвідування Ганімеда інопланетними прибульцями в далекому минулому.

## Тераформування Ганімеда
За Гайнлайном, умови життя на Ганімеді досить суворі. Повністю перероблений крижаний панцир планети дозволив створити кисневу атмосферу низького тиску. Через особливості обертання Ганімеда навколо Юпітера, життя на планеті підпорядковується шестидобовому циклу, коли три доби триває світловий день і стільки ж — ніч. Через це виникали різкі перепади температури, та існує потреба у нічному підсвічуванні рослин, що вирощуються у відкритому ґрунті. Придатні для життєдіяльності людини та сільського господарства кліматичні умови створені з допомогою парникового ефекту, а також деякої «теплової атмосферної пастки» (яка отримує енергію від атомних електростанцій), але принцип її дії не уточнюється.
Фермери змушені чекати в черзі на каменедробарку — потужний агрегат, що обробляє скельні ділянки для майбутніх ферм. Ґрунт завозиться із Землі в незначних кількостях, і гумус фермери змушені створювати самі.

## Нагороди
- 2001 року роман ретроспективно був удостоєний премії «Г'юго» як найкращий роман 1951 року.